# Maria Francesca Rubatto
Maria Francesca od Ježíše, S.C.M.R., občanským jménem Anna Maria Rubatto (14. února 1844, Carmagnola – 6. srpna 1904, Montevideo) byla italská římskokatolická řeholnice, zakladatelka a členka kongregace Kapucínských sester Matky Rubatto. Katolická církev ji uctívá jako světici.

## Život

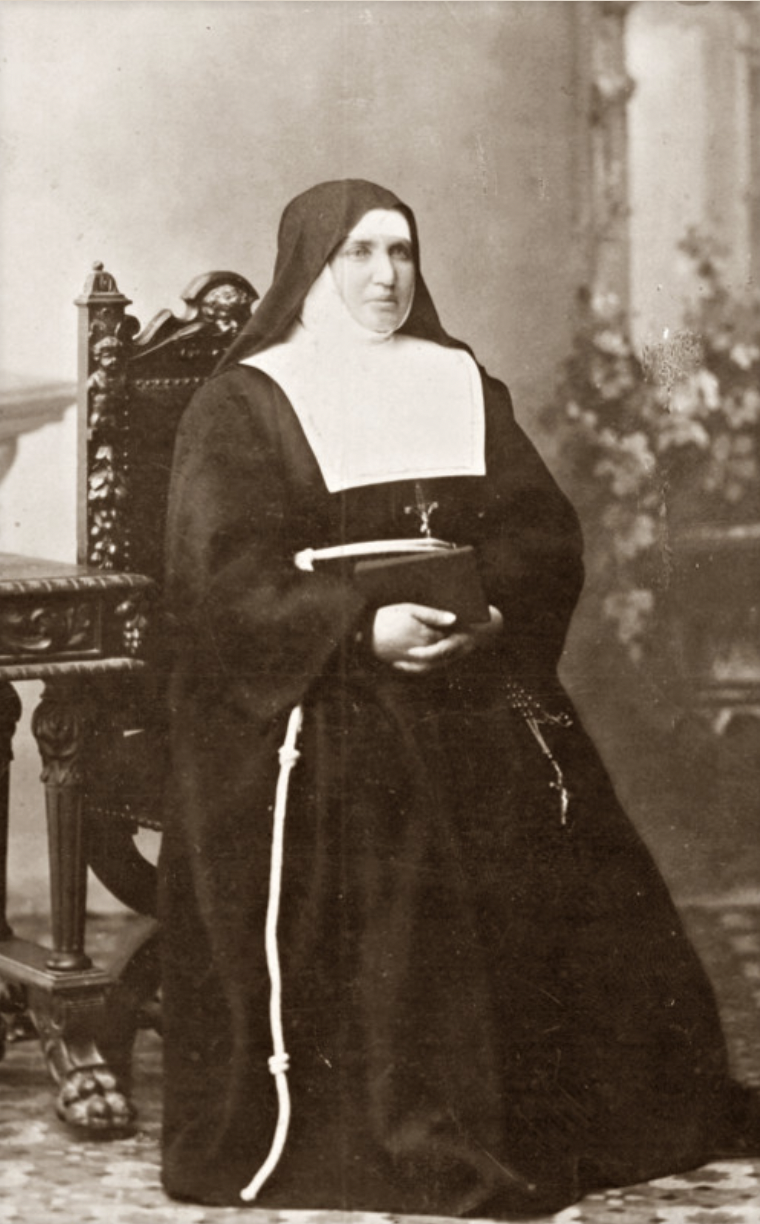
Fotografie

Narodila se dne 14. února 1844 v obci Carmagnola poblíž Turína rodičům Catarině Pavesio a Giovannimu Rubattovi. Ten však v jejích čtyřech letech zemřel. Při dospívání se odmítla vdát a rozhodla se stát řeholnicí. Ve svých devatenácti letech se po smrti své matky přestěhovala do Turína.
Zde pomáhala nemocným dětem a vyučovala je katechismus. Jednou ráno šla ze mše svaté kolem staveniště, když zde spadl na jednoho dělníka kámen a poranil ho. Přispěchala mu tedy na pomoc a spolu s několika řeholnicemi ho ošetřila. Řeholnice ji poté nabídly přijetí do jejich řádu. Tuto nabídku později přijala roku 1885 vstoupila do řádu. Zvolila si řeholní jméno Maria Francesca od Ježíše. Později si založila vlastní řeholní kongregaci Kapucínských sester Matky Rubatto, které poté byla generální představenou.
Roku 1892 odcestovala do města Montevido v Uruguaye kde pracovala jako misionářka.
Zde onemocněla rakovinou, na kterou dne 6. srpna 1904 ve věku 60 let zemřela. Pohřbena byla na své přání v Montevidu.

## Úcta
Její beatifikační proces započal dne 13. dubna 1965, čímž obdržela titul služebnice Boží. Dne 1. září 1988 ji papež sv. Jan Pavel II. podepsáním dekretu o jejích hrdinských ctnostech prohlásil za ctihodnou. Dne 12. listopadu 1991 byl uznán první zázrak na její přímluvu, potřebný pro její blahořečení.
Papež sv. Jan Pavel II. ji dne 10. října 1993 na Svatopetrském náměstí blahořečil. Dne 21. února 2020 byl uznán druhý zázrak na její přímluvu, potřebný pro její kanonizaci. Svatořečena pak byla spolu s několika dalšími světci na Svatopetrském náměstí dne 15. května 2022 papežem Františkem.
Její památka je připomínána 6. srpna. Je zobrazována v řeholním oděvu.